# Richard Seaman
Richard Seaman (Chichester, 4 febbraio 1913 – Stavelot, 25 giugno 1939) è stato un pilota automobilistico britannico.
Conosciuto da amici e colleghi con il diminutivo Dick.

## Biografia

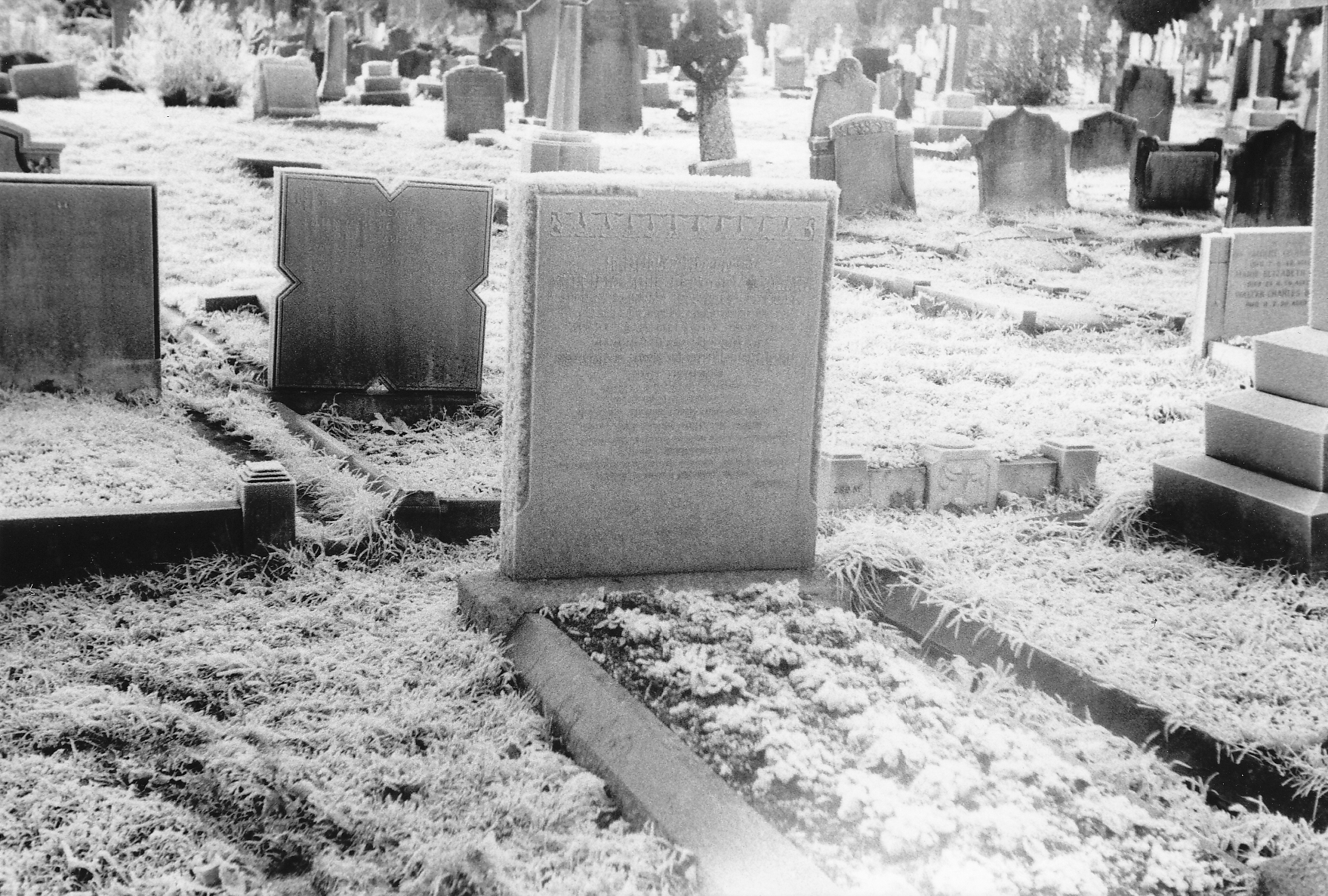
La lapide di Seaman al cimitero di Putney Vale di Londra

Si mise in luce nella categoria cadetta, denominata "Voiturette" (cioè "Vetturette"). Nel 1934 vinse a Berna con una MG Magnette.
Nel 1935, a bordo di una ERA "B", vinse a Pescara, di nuovo a Berna e infine a Brno.
All'inizio del 1936 ottenne la vittoria nel British Empire Trophy (a Donington) con una Maserati 8CM 2700.
Decise poi, insieme al suo meccanico Giulio Ramponi (famoso per aver lavorato nella squadra ufficiale dell'Alfa Romeo), di acquistare una Delage di 1,5 litri risalente al 1927. La preparazione dell'anziana vettura, affidata a Ramponi, permise a Seaman di ottenere diversi risultati di prestigio, sempre nella categoria Vetturette: vinse infatti all'Isola di Man, a Pescara, a Berna e alla 200 miglia Junior Car Club.
Con una Maserati debuttò anche nella categoria Grand Prix, arrivando 8º al Gran Premio di Germania.
A fine stagione, disputò e vinse il Gran Premio di Donington in coppia con lo svizzero Hans Ruesch su un'Alfa Romeo 8C-35. La vittoria permise a Seaman di diventare campione inglese 1936.
I risultati conseguiti spinsero Alfred Neubauer ad assumere Richard Seaman nella squadra Mercedes per la stagione 1937, durante la quale il pilota britannico ottenne come miglior risultato il 2º posto alla Coppa Vanderbilt a New York, oltre a due quarti posti in Italia e a Brno, due quinti a Pescara e all'Avus, e un settimo a Tripoli.
Al Gran Premio di Germania 1937 rimase coinvolto in un incidente con l'Auto Union del pilota tedesco Ernst von Delius. Seaman ne uscì con ferite lievi, mentre il corridore teutonico riportò lesioni che risultarono fatali alcune ore dopo.
Nel 1938 la Mercedes fece debuttare Seaman a stagione ormai inoltrata, nel Gran Premio di Germania. Il pilota inglese vinse inaspettatamente la corsa, creando qualche imbarazzo nei gerarchi nazisti che attendevano l'affermazione di uno dei vari piloti tedeschi.
Nel Gran Premio successivo in Svizzera, disputato sotto la pioggia, Seaman arrivò 2º dietro al compagno Caracciola.
Giunse poi 3º al Gran Premio di Donington che chiuse la stagione.
I risultati ottenuti gli valsero anche il 4º posto finale nella classifica del Campionato europeo 1938 (che quell'anno teneva conto dei piazzamenti nei GP di Francia, Germania, Svizzera e Italia).
Nel 1939, dopo un ritiro nella corsa dell'Eifel, Seaman disputò il Gran Premio del Belgio sul circuito di Spa-Francorchamps, durante il quale andò in testa, ma una sbandata nei pressi della Source sul fondo bagnato innescò un incidente nel quale riportò ustioni che gli furono fatali nella notte successiva. Morì il 25 giugno 1939.
Richard Seaman era sposato con Erika Popp, figlia del Presidente della BMW, Franz Josef Popp.

## Palmarès

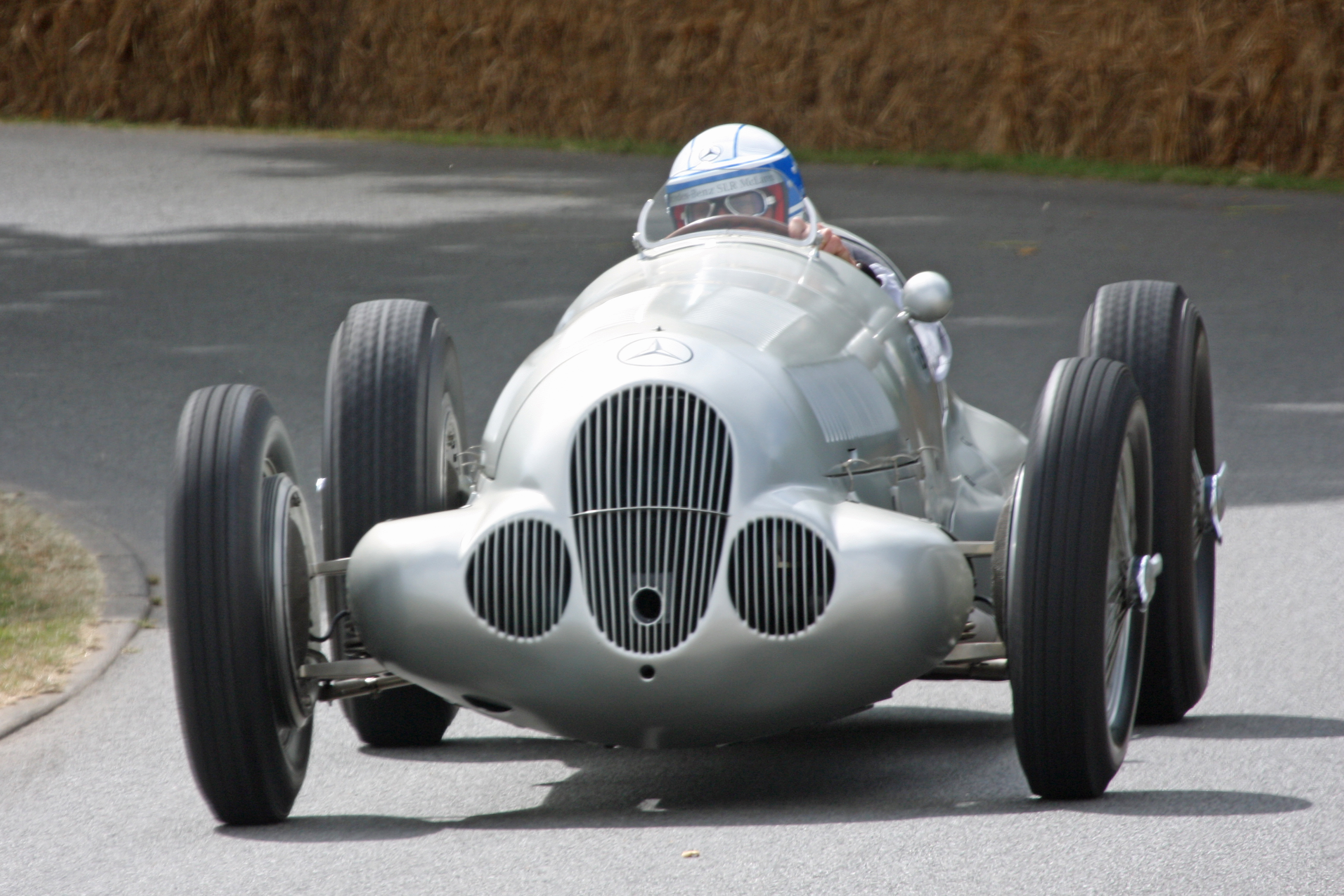
La Mercedes W125 con la quale Seaman corse la stagione 1937

Prima della prematura scomparsa, avvenuta al Gran Premio del Belgio 1939 (1ª prova del campionato europeo di automobilismo 1939), Seaman si era imposto in una gara di campionato ed aveva ottenuto un secondo posto.
Campionato europeo di automobilismo
| Anno | Scuderia      | 1       | 2       | 3      | 4       | 5     | Pos. | Pt. |
| ---- | ------------- | ------- | ------- | ------ | ------- | ----- | ---- | --- |
| 1937 | Mercedes-Benz | BEL NP  | GER RIT | MON NP | SUI NP  | ITA 4 | 15º  | 34  |
| 1938 | Mercedes-Benz | FRA NP  | GER 1   | SUI 2  | ITA RIT |       | 4º   | 18  |
| 1939 | Mercedes-Benz | BEL RIT | FRA NP  | GER NP | SUI NP  |       | 15º  | 29  |